# Pere Vàzquez Maltas
Pere Vàzquez Maltas (Mataró, 1984) és un director de teatre i realitzador audiovisual mataroní del planter de la Sala Cabanyes de Mataró, especialitzat en obres de petit format i teatre de cambra, trames contemporànies i localització de les representacions en indrets insòlits fora de sales de teatre convencionals.
Va debutar a la Sala Cabanyes amb la direcció de L'habitació del nen (2008), de Josep M. Benet i Jornet; Adulteris (2010), de Woody Allen; El curiós incident del gos a mitjanit(2014), de Mark Haddon; i L'audiència, de Peter Morgan (2016), i Hikikomori (2016), de Jordi Faura.
Durant 5 anys i mig des de juliol de 2016 va representar Misèria de Stephen King a l'espai cultural La Destil·leria de Mataró, un soterrani per 18 espectadors, el muntatge de petit format , representada per 2 actors (Lídia Rovira d’Annie Wilkes i Santi Clavell primer i Xevi Codony després com a Paul Sheldon). El gener de 2022 va fer les 100 funcions.
El 2017, en el marc del Fet a Mataró a Can Gassol, hi va presentar Frankenstein, basada en el llibre de Mary Shelley (1818). El 2018 va dirigir el seu cinquè espectacle a la Sala Cabanyes, el musical Billy Elliot amb un equip amateur de més de 70 persones entre intèrprets i equip tècnic.
L'estiu de 2019 es va produir la coincidència de 3 obres simultànies del director a Mataró, totes elles també de petit format. El Celler Castellví de la Plaça de Cuba de Mataró va acollir l'obra La Pols, d'un text sobre la mort de Llàtzer Garcia i que va comptar en el repartiment amb Pablo Capuz, entre d'altres. També en un altre establiment comercial, a la botiga Mobles Cañellas del carrer Sant Josep, s'hi va representar Orfes, de temàtica social variada (avortament, racisme, parelles, família desestructurada, etc.), amb interpretació a càrrec del trio Pere Vallribera, Júlia Ferré i Nil Bofill. Finalment, el juliol es va representar Hamnet de Maggie O'Farrell a la Presó de Mataró, un muntatge que havia de portar en 2019 al Teatre Lliure de Gràcia en una funció especial per a l'associació d'espectadors del recinte, però fou suspès per la Pandèmia de COVID-19 i finalment presentat a Mobles Cañellas.
El gener de 2023 va portar la comèdia 4000 milles al Celler Castellví, espectacle a partir d'un text d'Amy Herzog.

## Curiositats
Durant quatre anys (2011-2014) va dirigir el carnestoltes de Mataró, i du a terme la direcció artística del personatge d'en Pellofa (Rei Carnestoltes), que va representar la figura del 36è rei, font d'una polèmica entre els Mossos d'Esquadra i l'organització de la festa per l'aparició d'un «Pellofa Mosso».

## Reconeixements
- En el debut de Pere Vázquez com a director amb L'habitació del nen, produïda per la Sala Cabanyes, l'obra va rebre dos guardons el 2009 al XXVI edició del Concurs de Teatre Amateur de Sant Feliu de Codines, un a la millor actriu de repartiment i l'altre al millor actor.[18]
- En el Segon Concurs de Microteatre Mataró va rebre el segon premi per 4 històries de terrorisme.[1]